# Chiroderma salvini
Chiroderma salvini је врста слепог миша из породице Phyllostomidae.

## Распрострањење
Ареал врсте Chiroderma salvini обухвата већи број држава.
Врста има станиште у Мексику, Венецуели, Перуу, Еквадору, Боливији, Никарагви, Костарици, Колумбији, Панами, Гватемали, Хондурасу и Салвадору.

## Станиште
Станишта врсте су шуме и саване.

## Начин живота
Исхрана врсте Chiroderma salvini укључује воће.

## Угроженост
Ова врста је наведена као последња брига, јер има широко распрострањење и честа је врста.